# Sergio García de la Fuente
Sergio García de la Fuente, född 9 juni 1983 i Barcelona, Katalonien, mer känd som Sergio García, är en spansk fotbollsspelare som senast spelade för Espanyol.

## Klubbkarriär
Sergio García kom ursprungligen genom FC Barcelonas ungdomssystem, men fann sina möjligheter så gott som obefintliga i klubbens seniorlag. 2004 flyttade han i stället över till Levante, där han under sin enda säsong blev en ordinarie i laget. Inför säsongen 2005-2006 tecknade han kontrakt med den högre rankade klubben Real Zaragoza, där han spelade i två säsonger innan han efter Zaragozas nedflyttning till Segunda División flyttade vidare till spanska förstadivisionsklubben Real Betis. 

## Internationell karriär
31 maj 2008 gjorde García sin landslagsdebut för Spanien, då han i en vänskapsmatch mot Peru kom in som avbytare för David Silva. En vecka senare deltog han också i en match mot USA. 
Utan att tidigare ha spelat i några landskamper blev García inkluderad i Spaniens slutgiltiga EM-trupp 2008. 
Den 18 juni, i en gruppspelsmatch mot Grekland, gjorde García sin debut för Spanien i officiella sammanhang.

## Meriter
- Spanien:
  - U19-Europamästerskapet: 2002
  - U20-världsmästerskapet: silver 2003
  - Europamästerskapet: 2008